# Soldadeira
Il termine galiziano-portoghese soldadeira (o in spagnolo soldadera) stava ad indicare una donna di discutibile moralità che ballava e realizzava esercizi ginnici durante l'esecuzione delle cántigas. Come lascia intendere il nome, le soldadeiras nel mondo iberico (Spagna e Portogallo) stanno a indicare le "donne al soldo" e corrispondono alle jograresas (giullaresse) provenzali. Qualcuno fa riferimento a loro come "eredi spirituali" delle "puellae gaditanae" menzionate da Marziale e Giovenale.

## Soldadeiras famose
Un caso eclatante è rappresentato da María Peres detta a Balteira, "oggetto di scherni e di lodi da parte di Alfonso X e di altri". Abbiamo inoltre, Maria Negra, Maria da Grave e molte altre